# Mimegralla immiscens
Mimegralla immiscens är en tvåvingeart som först beskrevs av Walker 1864.  Mimegralla immiscens ingår i släktet Mimegralla och familjen skridflugor. Inga underarter finns listade i Catalogue of Life.